# Rezervația naturală Vîșcăuți
Vîșcăuți este o rezervație naturală silvică în raionul Orhei, Republica Moldova. Este amplasată în ocolul silvic Susleni, parcela 43. Are o suprafață de 24 ha (sau 20,2 ha conform amenajamentului forestier) și este administrată de Întreprinderea Silvică Orhei.

## Caracteristici geografice
Rezervația se află în valea îngustă a unui râuleț, pe malul drept al Nistrului, la sud de satul Vîșcăuți, raionul Orhei. Este situată pe un versant cu expoziție nord-estică cu înclinație de 8-15 grade. Sunt predominante solurile superficiale de tipul rendzine levigate (humico-carbonatice), iar pe alocuri se întâlnesc soluri aluviale.

## Diversitate floristică
Aria protejată este atribuită la categoria ecosisteme forestiere și ierboase pe substraturi pietroase. Este constituită din ecosisteme forestiere cu arborete de stejar pedunculat (Quercus robur), câteva tufărișuri și mici comunități ierboase.
Flora este reprezentată de circa 194 de specii de plante vasculare, inclusiv 17 specii de arbori, 16 specii de arbuști și 161 de specii ierboase. Cinci specii de plante sunt rare: ruginița (Asplenium trichomanes), feriguța de stâncă (Cystopteris fragilis), dumbrăvița (Epipactis helleborine), clocotișul (Staphylea pinnata) și năvalnicul (limba cerbului, Asplenium scolopendrium), ultima fiind inclusă în Cartea Roșie a Republicii Moldova.

### Arbori
Cele 17 specii de arbori prezente în rezervație sunt:
- Acer campestre
- Acer negundo
- Acer platanoides
- Acer tataricum
- Ailanthus altissima
- Carpinus betulus
- Cerasus avium
- Fraxinus excelsior
- Pinus austriaca
- Pinus sylvestris
- Pyrus pyraster
- Quercus robur
- Robinia pseudacacia
- Tilia cordata
- Tilia tomentosa
- Ulmus carpinifolia
- Ulmus laevis

Specia dominantă de arbori este stejarul pedunculat (Quercus robur). Arboretul natural fundamental (echien) de stejar pedunculat are o compoziție aproximativă de 50% stejar pedunculat, 20% carpen, 10% arțar, 10% jugastru și 10% frasin. În 2011, vârsta arboretului era estimată la 70 de ani; stejarii aveau o înălțime de 14 m, diametrul tulpinii 22 cm și volumul masei lemnoase 102 m3/ha.

### Arbuști
Arbuștii cresc pe o mică suprafață la marginea rezervației. Lista completă a speciilor de arbuști identificate în aria protejată este următoarea:
- Cornus mas
- Corylus avellana
- Cotinus coggygria
- Crataegus monogyna
- Alaeagnus angustifolia
- Euonymus europaea
- Euonymus verrucosa
- Ligustrum vulgare
- Prunus spinosa
- Rhamnus cathartica
- Rosa canina
- Salix caprea
- Sambucus nigra
- Staphylea pinnata
- Swida sanguinea
- Viburnum lantana

### Ierburi
Stratul ierbos este format din 161 de specii:
- Achillea setacea
- Achillea colina
- Agrimonia eupatoria
- Aegopodium podagraria
- Ajuga genevensis
- Alisma plantago-aquatica
- Alliaria petiolata
- Allium rotundum
- Agrostis stolonifera
- Anemonoides ranunculoides
- Arctium tomentosum
- Artemisia austriaca
- Artemisisa annua
- Artemisia vulgaris
- Asparagus officinalis
- Asarum europaeum
- Aspleiun trichomanes
- Astragalus glycyphyllos
- Ballota nigra
- Bidens tripartita
- Bupleurum falcatum
- Bracypodium sylvaticum
- Buglosoides arvensis
- Calamagrostis epigeios
- Campanula glomerata
- Campanula persicifolia
- Capsella bursa-pastoris
- Cardaria draba
- Carex brevicollis
- Carex pilosa
- Centaurea diffusa
- Chelidonium majus
- Cichorium inthybus
- Cirsium arvense
- Clematis recta
- Clinopodium vulgare
- Convallaria majalis
- Convolvulus arvensis
- Coronilla varia
- Corydalis solida
- Corydalis cava
- Cuscuta campestris
- Cynodon dactylon
- Cystopteris fragilis
- Dactylis glomerata
- Daucus carota
- Dianthus membranaceus
- Dryopteris filix-mas
- Echium vulgare
- Echinocloa crusgalli
- Eupatorium canabinum
- Dipsacus fullonum
- Equisetum arvensis
- Elytrigia repens
- Elytrigia intermedia
- Epipactis heleborine
- Epilobium hirsutum
- Equisetum arvense
- Eryngium campestre
- Euphorbia amygdaloides
- Euphorbia stepposa
- Falcaria vulgaris
- Festuca valesiaca
- Ficaria verna
- Filago arvensis
- Filipendula vulgare
- Fragaria vesca
- Gagea lutea
- Gagea villosa
- Galium aparine
- Geranium pusillum
- Geranium robertianum
- Geum urbanum
- Glechoma hirsuta
- Hedera helix
- Hieracium pilosella
- Hypericum perforatum
- Inula britanica
- Inula salicina
- Inula oculus-christi
- Isopyrum thalictroides
- Knautia arvensis
- Lamium purpureum
- Lapsana communis
- Lavatera thuringiaca
- Leonurus cardiaca
- Linaria genistifolia
- Linaria vulgaris
- Linum austriacum
- Lisimachia numularia
- Lithospermum officinale
- Lolium perene
- Lotus corniculatus
- Lycopus europaeus
- Lythrum salicaria
- Lysimachia numularis
- Medicago romanica
- Melampyrum nemorosum
- Melica uniflora
- Melilotus officinalis
- Mentha aquatica
- Myosotis arvensis
- Nigella arvensis
- Nonea pulla
- Ononis arvensis
- Origanum vulgare
- Parietaria officinalis
- Phlomis pungens
- Phyllitis scolopendrium
- Plantago lanceolata
- Plantago major
- Poa nemoralis
- Polygonatum latifolia
- Polygonum aviculare
- Potentilla recta
- Potentila impolita
- Prunella vulgarius
- Pulmonaria officinalis
- Pyrethrum corymbosum
- Ranunculus repens
- Ranunculus reptans
- Rubus caesius
- Rumex crispus
- Salvia nemorosa
- Salvia sclarea
- Salvia pratensis
- Sambucus ebulus
- Scilla bifolia
- Stellaria media
- Scrophularia nodosa
- Scutellaria altissima
- Sedum maximum
- Setaria viridis
- Silene noctiflora
- Solanum dulcamara
- Solanum nigrum
- Sonchus arvensis
- Stachys germanica
- Stachys silvatica
- Stachys recta
- Stellaria holostea
- Tanacetum vulgare
- Taraxacum officinale
- Teucrium chamaedrys
- Typha latifolia
- Thymus marschalianus
- Trifolium arvense
- Trifolium repens
- Tussilago farfara
- Taraxacum officinale
- Urtica dioica
- Verbascum phlomoides
- Verbascum sp.
- Verbena officinalis
- Veronica hederifolia
- Veronica anagalis-aquatica
- Vinca minor
- Viola mirabilis
- Viola reichenbachiana
- Xanthium strumarium
- Xeranthemum annum

### Analiza florei
Speciile de plante pot fi analizate după mai multe criterii, prezentate în următorul set de grafice:
| bioforme                                                                              | indici de umiditate                                  | indici de reacție a solului                                                                          | geoelemente                                                                          |
| ------------------------------------------------------------------------------------- | ---------------------------------------------------- | --- | ------------------------------------------------------------------------------------ |
| · hemicriptofite (52%) terofite (19,4%) fanerofite (15,2%) geofite (9%) altele (4,4%) | · mezofite (33,5%) xeromezofite (21,5%) altele (45%) | · slab acide-neutrofile (37,4%) eurionice (amfitolerante) (32%) acido-neutrofile (22%) altele (8,6%) | · euroasiatice (51,4%) europene (16,4%) cosmopolite (9%) pontice (8%) altele (15,2%) |

### Diversitate fitocenotică
Comunitățile vegetale sunt atribuite la următoarele asociații:
- as. Aceri tatarico –Quercetum roboris Zolyomi 1957
- as. Pruno-spinosae-Crataegetum monogynae (Soo 1927) Hueck 1931
- Sambucetum ebuli (Kaiser 1926) Felfoldy 1942

## Statut de protecție

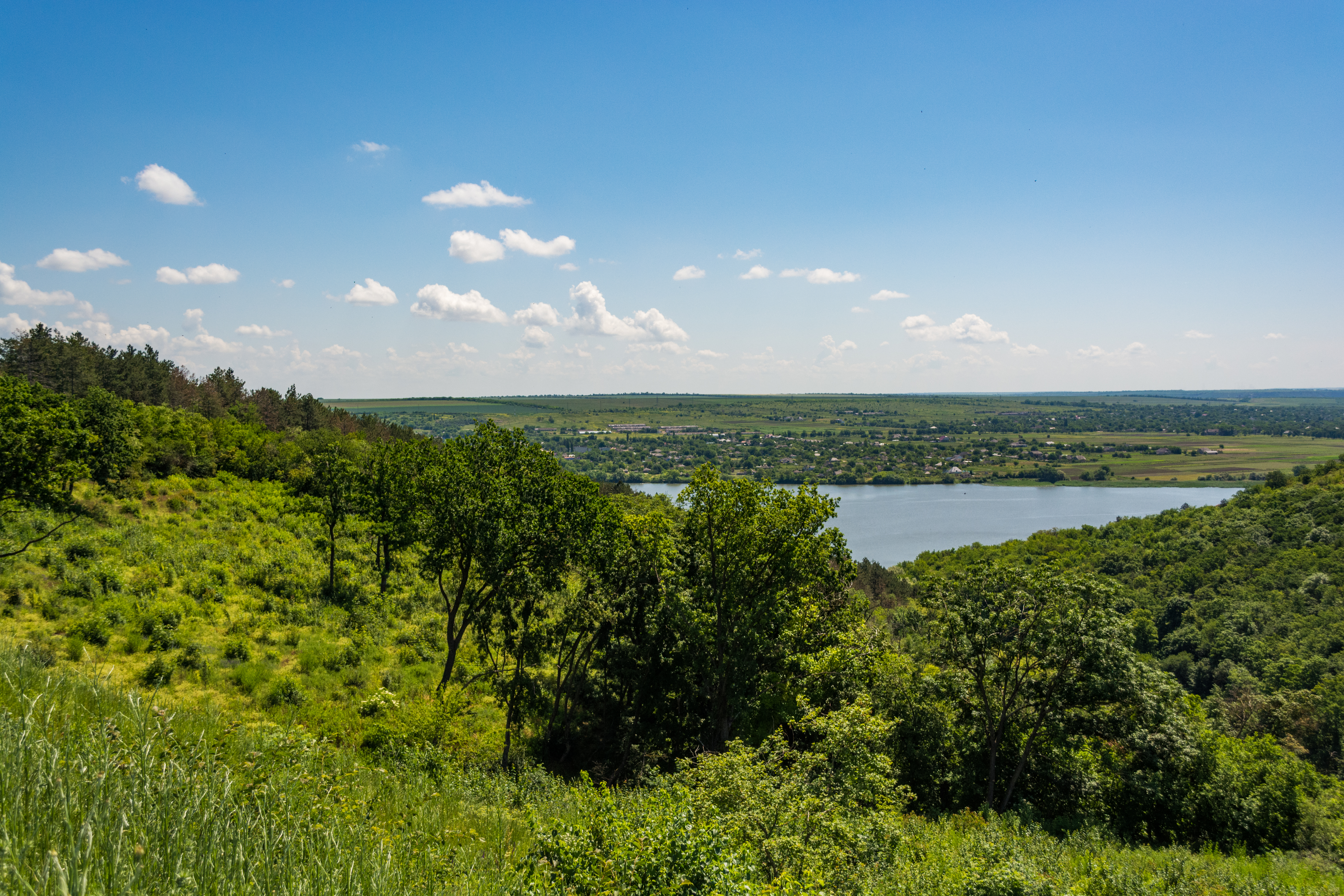
Vedere spre Nistru

Rezervația naturală Vîșcăuți este o suprafață reprezentativă de stejar pedunculat, tufărișuri și plante ierboase caracteristice pentru vegetația de stâncărie. Compoziția floristică și peisagistică o face o suprafață valoroasă. Genofondul este constituit din 194 de specii de plante vasculare, dintre care 5 sunt specii rare.
Obiectivul a fost luat sub protecția statului prin Hotărîrea Sovietului de Miniștri al RSSM din 8 ianuarie 1975 nr. 5, care a atribuit zona la categoria ariilor protejate de păduri valoroase. Statutul de protecție a fost reconfirmat prin Legea nr. 1538 din 25 februarie 1998 privind fondul ariilor naturale protejate de stat,
Cercetătorii au constatat că gestionarea rezervației se face ignorând regimul stabilit pentru o arie naturală protejată. Astfel, pe suprafețele în care este posibilă regenerarea naturală a stejarului și a altor specii autohtone nu se întreprind măsuri care ar facilita acest proces. Extragerile de piatră de pe suprafețele de la marginea rezervației au un impact ecologic negativ.
În contextul acestor constatări, se recomandă gestionarea prin metoda tăierilor succesive a arboretelor natural fundamentale în condiții de instalare și dezvoltare a semințișului pentru ca regenerarea stejarilor să aibă loc pe cale naturală. Locurile cu tufăriș de pe versanți și cele din albia râulețului necesită o atenție sporită. Accesul persoanelor pe teritoriul rezervației trebuie reglementat. Specialiștii au mai propus includerea în componența ariei protejate a suprafețelor învecinate de pe malul stâng al cursului de apă, subparcelele 42E, 42G, 42H și 42I, cât și depresiunea din partea de nord-est.